# أدولف شتارك
أدولف شتارك (بالمجرية: Stark Adolf) (و. 1834 – 1910 م) هو تاجر، وصناعة النبيذ مجري، ولد في برديوف، توفي في بيكيسكسابا، عن عمر يناهز 76 عاماً.